# Šempas
Šempas je naselje v Mestni občini Nova Gorica. Leži v spodnjem delu Vipavske doline, od Nove Gorice je oddaljen približno 10 kilometrov.

## Zgodovina
Naselje se v virih prvič omenja okrog leta 1200. Sannd Pass, De sancto Passo, Schoenpass so imena, ki so se objavljala skozi čas. Od poznega srednjega veka je imel Šempas status župnije. 
Najstarejši del Šempasa se je razvil okoli protiturškega tabora. Deli naselja v strnjenem vaškem jedru so Guno, Nova vas in Tabor. Del Šempasa so tudi zaselki: Bočnik, Drašček, Gmajna, Jezero, Tera, Lepenje, Loverčiči, Novi zid, Otava, Podkonče, Pototčevo in Pristava.
Iz vasi pelje pot čez Vitovlje, preko Krnice na Trnovski gozd imenovana Napoleonova pot. Čukova hiša tvori z dvorcem Mainardi (Monardi) in dvorcem plemičev Voccanijev, baročno cerkvijo sv. Silvestra, vaškim jedrom Tabor in zaščiteno kmetijo Potočevo arhitekturno dediščino kraja.